# Thecla floralia
Thecla floralia är en fjärilsart som beskrevs av Druce 1907. Thecla floralia ingår i släktet Thecla och familjen juvelvingar. Inga underarter finns listade i Catalogue of Life.